# Dianella thiesseana
Dianella thiesseana is een slakkensoort uit de familie van de Hydrobiidae. De wetenschappelijke naam van de soort is voor het eerst geldig gepubliceerd in 1878 door Kobelt.